# Lý Tề Hiền
Yi Je-hyeon (tiếng Hàn: 이제현/ 李齊賢 (Lý Tề Hiền), 1288-1367) là một vị quan, nhà thơ, học giả, họa sĩ người Triều Tiên sống vào giai đoạn cuối triều Cao Ly. Ông cùng với Thôi Trí Viễn và Lý Khuê Báo là ba nhà thơ lớn nhất văn học cổ điển Triều Tiên. Ngoài ra, ông còn là nhà lý học Trình Chu hàng đầu của Triều Tiên.

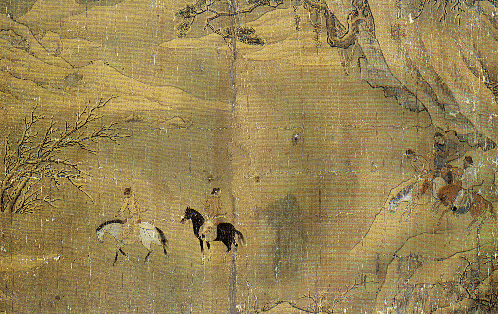
Một bức tranh của Lý Tề Hiền có tên "Kỵ mã qua sông" (騎馬渡江圖 - 이제현의 기마도강도).

Lý Tề Hiền tự là Trọng Tư, hiệu là Ích Trai, Thực Trai, Lịch Ông. Ông quê ở Khánh Châu, từ nhỏ đã được học hành tử tế. Năm 17 tuổi, ông đã bước vào chốn quan trường. Lúc đó nhà Nguyên bắt Cao Ly phải thuần phục. Năm 28 tuổi, ông cùng các đồng hương theo đoàn của vua Trung Tuyên vương sang Yên Kinh. Tại đó, ông có cơ hội kết giao với nhiều danh sĩ như Triệu Mạnh Phủ, Trương Dưỡng Hạo. Sau 26 năm lưu vong, hết lòng bảo vệ quốc hiệu và độc lập cho Cao Ly, ông quay về nước lúc 54 tuổi.
Bị đố kị nên ông sống khép kín. Lúc 58 tuổi ông được mời làm thầy của vương tử và viết nhiều bộ sử. Khi Cung Mẫn vương lên ngôi, ông được phong làm Hữu chính thừa. Lúc 71 tuổi, ông từ quan về quê ẩn cư. Ông sáng tác thơ, từ, tản văn, chỉnh lý dân ca và dịch ra chữ Hán. Tác phẩm của ông có Lịch Ông bại thuyết và Ích Trai loạn cảo.